# Time Crisis: Project Titan
Time Crisis: Project Titan est un jeu vidéo développé par Namco et édité par Sony Computer Entertainment. il s'agit d'un jeu de tir au pistolet publié le 4 avril 2001 sur PlayStation. Il fait partie de la série des Time Crisis

## Histoire
Richard Miller est accusé de meurtre et doit prouver son innocence.